# Panamadokumenten
Panamadokumenten avser en samling av cirka 11,5 miljoner dokument som den panamanska advokatbyrån Mossack Fonseca framställt för att hantera sin verksamhet. Dessa dokument visar hur flera prominenta personer, företag och banker tagit hjälp av Mossack Fonseca för att dölja tillgångar i skatteparadis genom så kallade brevlådeföretag.
Dokumenten läcktes av en anonym källa och består av cirka 11,5 miljoner dokument eller 2,6 terabyte data som granskats av 376 journalister och 109 medieorganisationer i 76 olika länder i samarbete med International Consortium of Investigative Journalists (ICIJ). Dokumenten offentliggjordes den 3 april 2016. I eftermälet av att dokumenten publicerades mördades som av en händelse en journalist vid namn Daphne Caruana Galizia som arbetat med och varit med och publicerat panamadokumenten.

## Läcka
År 2015 kontaktades den tyska tidningen Süddeutsche Zeitung av en anonym källa. Källan delade 2,6 terabytes av data från Mossack Fonseca med tidningen, eller 11,5 miljoner dokument. Süddeutsche Zeitung och ICIJ indexerade dokumenten med hjälp av optisk teckenläsning (OCR).
Den 3 april 2016 informerades den svenska Finansinspektionen (FI).

## Bakgrund
Mossack Fonseca var en advokatfirma som erbjöd företagstjänster. Firman bildades av 1977 Jürgen Mossack och Ramón Fonseca. Firmans tjänster inkluderade inkorporering av företag i offshorejurisdiktioner, administration av sagda företag och att tillhandahålla tjänster för hantering av förmögenhet. En artikel 2012 i tidningen Economist skrev att de troligtvis är ledande i sitt land inom sin industri. Företaget hade mer än 500 anställda i över 40 kontor över hela världen. Firman har agerat som ställföreträdare för mer än 300 000 företag, varav de flesta är registrerade i Storbritannien eller i brittiskadministrerade skatteparadis. Innan Panamadokumenten läckte, beskrevs Mossack Fonseca av the Economist som en "förtegen" industriledare i offshorefinans.

## Innehåll
Innehållet härrör från Mossack Fonseca och består av 11,5 miljoner dokument som uppgår till 2,6 terabyte data. Dokumenten är daterade från sent 1970-tal fram till våren 2016, och innehåller information om 214 488 brevlådeföretag med ägare från över 200 olika länder och territorier.

### Personer

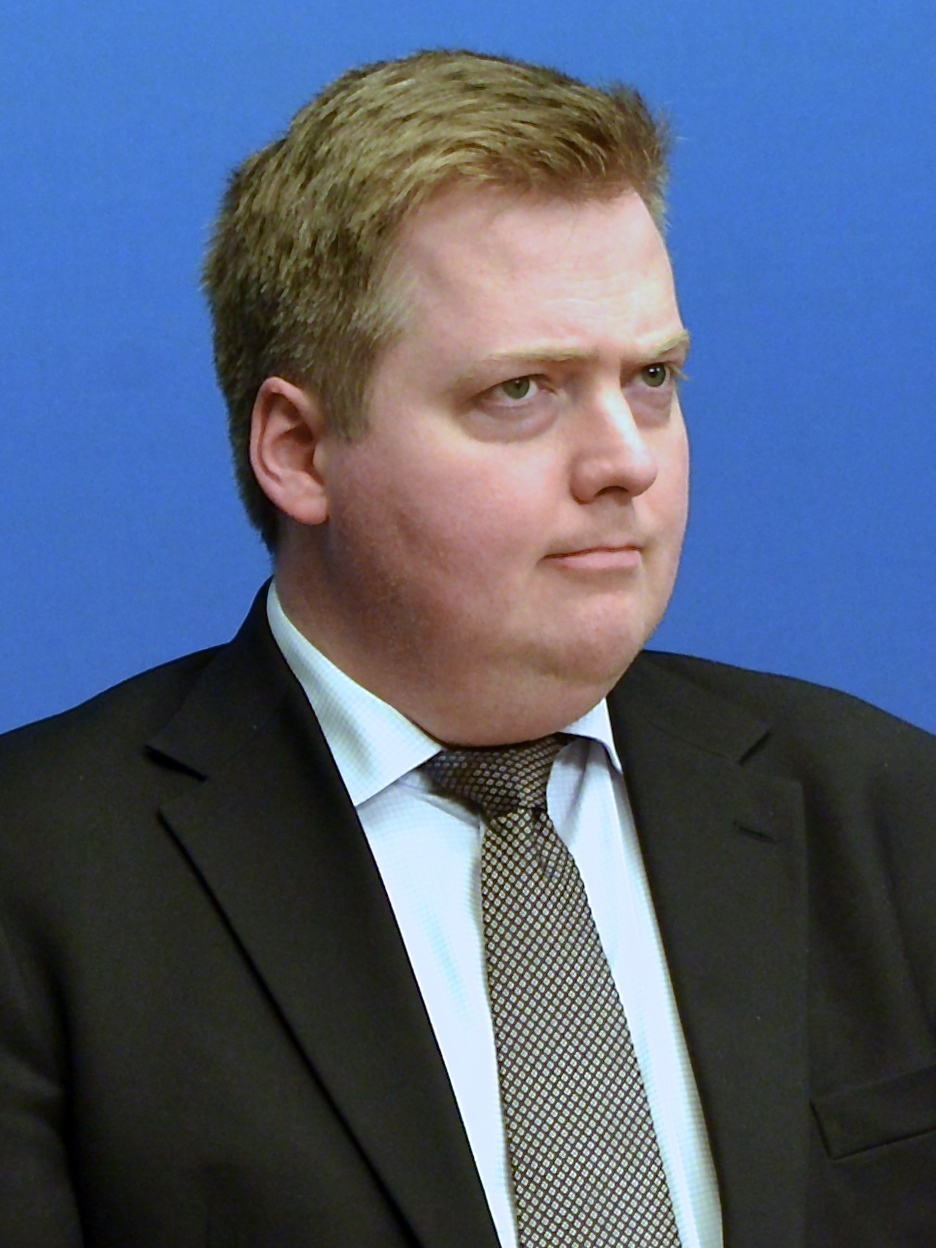
Sigmundur Davíð Gunnlaugsson, före detta statsminister på Island, avgick den 5 april 2016 efter att hans samröre med Mossack Fonseca uppdagats genom Panamadokumenten.

I dokumenten omnämndes fem sittande statsöverhuvuden som skapat brevlådeföretag genom Mossack Fonseca: Islands statsminister Sigmindur Davið Gunnlaugsson, Argentinas president Mauricio Macri, Ukrainas president Petro Porosjenko, Förenta Arabemiratens president Khalifa Bin Zayed Al Nahyan, och Saudiarabiens konung Salman bin Abdul Aziz, samt sju före detta statsöverhuvuden. Anhöriga till Rysslands president Vladimir Putin omnämns också i dokumenten. Dokumenten namnger även regeringstjänstemän från över 40 länder.
Därutöver omnämns bland annat prominenta personer inom fotbollsorganisationen FIFA, fotbollsspelaren Lionel Messi och skådespelaren Jackie Chan.
Cirka 300–500 svenskar förekommer i de läckta dokumenten, framförallt personer med bolagskopplingar och ofta med stora förmögenheter.

### Bankkoncerner
Enligt dokumenten har flera av världens största finansiella institutioner såsom Deutsche Bank, HSBC, Société Générale, Credit Suisse, UBS och Commerzbank låtit sina kunder inrätta brevlådeföretag genom Mossack Fonseca. Sveriges fyra storbanker, Nordea, Swedbank, Handelsbanken och SEB, står liksom ovan nämnda bankkoncerner och några till också under utredning av amerikanska myndigheter sina relationer med Mossack Fonseca.

## Sverige
Cirka 300–500 svenskar förekom i de läckta dokumenten, framförallt personer med bolagskopplingar och ofta med stora förmögenheter. Efter att Skatteverket tagit del av dokumenten inledde de egna granskningar av de svenskar och svenska bolag som förekom i dokumenten. Resultatet av utredningarna ledde till att beslut om korrigerad skatt fattades för cirka 90 personer och företag fram till och med november 2023. Sammanlagt höjdes inkomstskatten för dessa med cirka 3 miljarder kronor. Skatteverket gjorde även många anmälningar till Ekobrottsmyndigheten för misstänkt brottslighet, gällande till exempel skattebrott.

### Utredningen mot svenska storbanker efter Panamadokumenten
Amerikanska myndigheter inledde under våren 2016 efter offentliggörandet en utredning mot Sveriges fyra storbanker, Nordea, Handelsbanken, SEB och Swedbank, för samröre med den Panamabaserade juristfirman Mossack Fonseca.